# Baschleiden
Baschleiden (luxembourgeois : Baschelt) est une section de la commune luxembourgeoise de Boulaide située dans le canton de Wiltz.